# 박성연 (1992년)
박성연(1992년 11월 23일~)은 대한민국의 트로트 가수이다.

## 음반
- 2018년 《복숭아》

- 2019년 《깜빡이》 유닛 비너스[1] (두리, 박성연, 정다경)

## 방송
- 2018년 TV조선 《한집 살림》
- 2019년 TV조선 《내일은 미스트롯》
- 2019년 tvN 《쇼! 오디오자키》
- 2019년 JTBC2 《악플의 밤》
- 2019년 5월 22일 MBC every1 《대한외국인》 한국인팀 with 송가인, 홍자, 정다경, 김나희
- 2019년 채널A 《응급의료 완전정복》
- 2023년 MBN 《현역가왕》

## 수상
- 2017년 미스코리아 중국 선